# Lophophanes cristatus

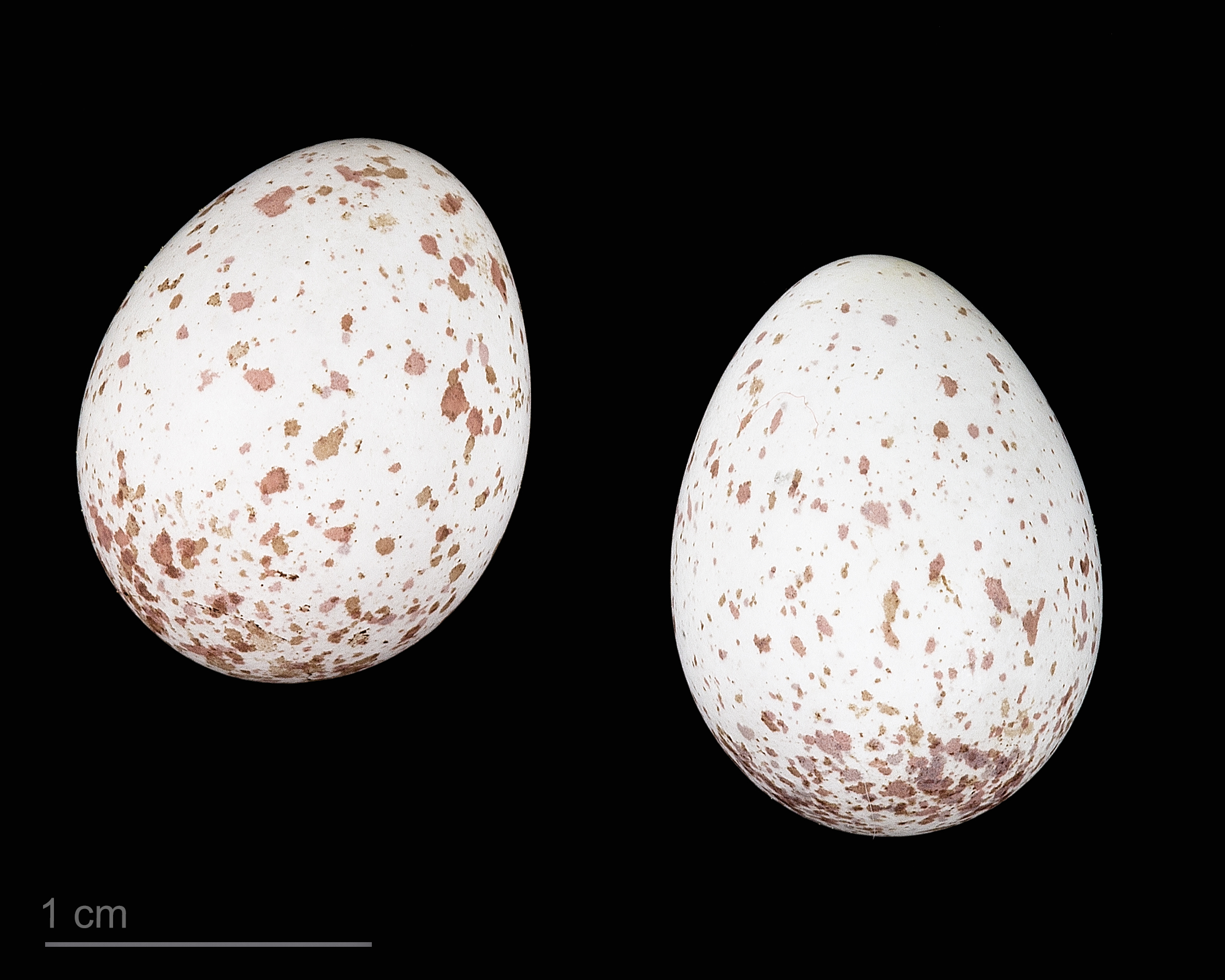
Lophophanes cristatus - (MHNT)

El herrerillo capuchino (Lophophanes cristatus) es una especie de ave paseriforme de la familia Paridae. 

## Descripción
Es una especie muy difundida y común en los bosques de coníferas del centro y el norte de Europa y en los bosques de hoja caduca de Francia y de la península ibérica. En Gran Bretaña está restringido a los antiguos bosques de pinos de Inverness y Strathspey en Escocia, y rara vez se aleja de sus nidos. Se han visto pocos ejemplares ocasionalmente en Inglaterra. Es residente, y la mayor parte de estas aves no migra.  
Es un herrerillo fácilmente reconocible, por su característica cresta, cuya punta tiene forma curvada, y por su canto y plumaje distintivo. Tiene un canto similar al habla, como otros herrerillos, con un canto constante zee, zee, zee.
Anida en huecos de troncos caídos. Esta ave a menudo se alimenta de lo que cae a las raíces de los árboles, y debido a que no se asusta de los otros animales, puede apreciarse con facilidad. En invierno se reúne con los otros herrerillos. 
Como otros herrerillos, se alimenta de insectos, incluyendo orugas. 
Esta especie tradicionalmente se consideraba dentro del género Parus, pero actualmente se incluye en Lophophanes, considerado por la Unión de Ornitólogos Americanos como un género aparte.